# Podnoszenie ciężarów na Letnich Igrzyskach Olimpijskich 1968
Podnoszenie ciężarów na Letnich Igrzyskach Olimpijskich 1968 w Meksyku odbyło się w dniach 13 - 19 października w hali Teatro de los Insurgentes. W zawodach wzięło udział 160 sztangistów (tylko mężczyzn) z 55 krajów. W tabeli medalowej najlepsi okazali się reprezentanci ZSRR z trzema złotymi i trzema srebrnymi medalami. Zawody olimpijskie były jednocześnie 42. Mistrzostwami Świata w Podnoszeniu Ciężarów.

## Tabela medalowa
| Klasyfikacja medalowa | Klasyfikacja medalowa | Klasyfikacja medalowa | Klasyfikacja medalowa | Klasyfikacja medalowa | Klasyfikacja medalowa |
| --------------------- | --------------------- | --------------------- | --------------------- | --------------------- | --------------------- |
| Miejsce               | Reprezentacja         | Złoto                 | Srebro                | Brąz                  | Razem                 |
| 1                     | ZSRR                  | 3                     | 3                     | 0                     | 6                     |
| 2                     | Japonia               | 1                     | 1                     | 1                     | 3                     |
| 3                     | Iran                  | 1                     | 1                     | 0                     | 2                     |
| 4                     | Polska                | 1                     | 0                     | 4                     | 5                     |
| 5                     | Finlandia             | 1                     | 0                     | 0                     | 1                     |
| 6                     | Węgry                 | 0                     | 1                     | 1                     | 2                     |
| 7                     | Belgia                | 0                     | 1                     | 0                     | 1                     |
| 8                     | Stany Zjednoczone     | 0                     | 0                     | 1                     | 1                     |
| Łącznie               | Łącznie               | 7                     | 7                     | 7                     | 21                    |

## Medaliści
| Konkurencja                 | Złoto                | Wynik    | Srebro             | Wynik    | Brąz             | Wynik    |
| Waga kogucia (-56 kg)       | Mohammad Nasiri      | 367,5 kg | Imre Földi         | 367,5 kg | Henryk Trębicki  | 357,5 kg |
| Waga piórkowa (-60 kg)      | Yoshinobu Miyake     | 392,5 kg | Dito Szanidze      | 387,5 kg | Yoshiyuki Miyake | 385,0 kg |
| Waga lekka (-67,5 kg)       | Waldemar Baszanowski | 437,5 kg | Parwiz Dżalajer    | 422,5 kg | Marian Zieliński | 420,0 kg |
| Waga średnia (-75 kg)       | Wiktor Kuriencow     | 475,0 kg | Masushi Ōuchi      | 455,0 kg | Károly Bakos     | 440,0 kg |
| Waga lekkociężka (-82,5 kg) | Boris Sielicki       | 485,0 kg | Wołodymyr Bielajew | 485,0 kg | Norbert Ozimek   | 472,5 kg |
| Waga półciężka (-90 kg)     | Kaarlo Kangasniemi   | 517,5 kg | Jaan Talts         | 507,5 kg | Marek Gołąb      | 495,0 kg |
| Waga ciężka (+90 kg)        | Łeonid Żabotynśkyj   | 572,5 kg | Serge Reding       | 555,0 kg | Joseph Dube      | 555,0 kg |